# Miguel García de la Cruz
Miguel García de la Cruz (Gijón, 10 de marzo de 1874 - Gijón,  20 de abril de 1935) fue un arquitecto y urbanista español.

## Biografía
Miguel Melitón García de la Cruz y Laviada nació y creció en el barrio gijonés de Cimadevilla, en una casa que sigue en pie: calle de los Remedios, 4. Estudió el bachillerato en el colegio de San Francisco de Villaviciosa. Entre 1892 y 1896 se traslada a Barcelona a cursar estudios universitarios en la Escuela Superior de Arquitectura. Desde 1896 a 1902 completa sus estudios en la Escuela Superior de Arquitectura de Madrid. En 1902 regresa a Gijón y elabora su primer proyecto, un chalet en El Coto. En su etapa en Madrid conoce al arquitecto Manuel del Busto, que tenía su misma edad y colaboraron en proyectos conjuntos.
En 1903 se une al Servicio de Obras Públicas del Ayuntamiento de Gijón y en 1904 es ascendido a arquitecto municipal.Sustituye a Luis Bellido y completa alguna de sus obras en la ciudad. De la Cruz tendría ese cargo hasta su jubilación en 1932, cuando dimite por problemas de salud (molestias renales, hipertensión y arteriosclerosis). Le sucede Fernández-Omaña. En septiembre de 1907 se casa en la iglesia de San Pedro con Margarita Pérez y Pérez-Herce y tendrían cuatro hijos. Sus últimas obras fueron la Escuela de Peritos y la iglesia de San Antonio de Padua. Falleció el 20 de abril de 1935 a los 61 años. Está enterrado en el Cementerio de Ceares.

## Obras
Miguel García de la Cruz tiene una larga gran obra, concentrada casi en su totalidad en la ciudad de Gijón. En calidad de arquitecto municipal, De la Cruz participaría en 267 obras municipales, donde se puede encontrar: 40 obras relacionadas con escuelas (en zonas rurales del concejo principalmente), 28 relacionados con los cementerios, 23 asfaltados de calles y 36 reformas urbanas.

### Edificios públicos
Proyectos realizados para el Ayuntamiento de Gijón.

#### Realizados
- Cementerio de Cabueñes (1903)
- Cementerio de Tremañes (1903)
- Primera ampliación del cementerio de Ceares (1908)

- Cárcel de El Coto (1909)
- Primera Casa Sindical de Gijón (1916)[7]
- Cementerio de Cenero (1919)
- Depósito de Aguas de Roces (1925)
- Instituto de Puericultura (1925)[12]Instituto de Puericultura (1925)

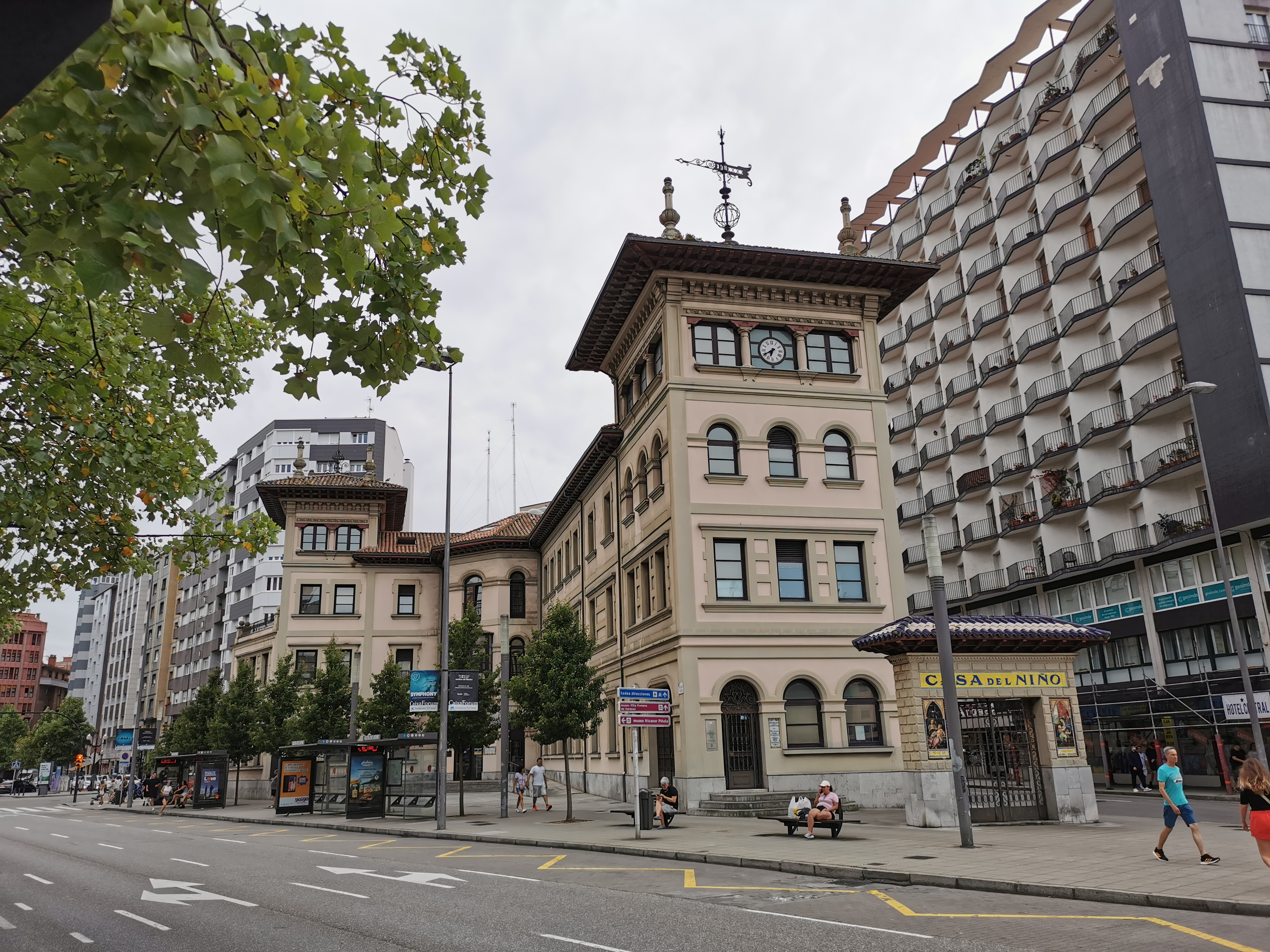
Instituto de Puericultura (1925)

- Pescadería Municipal (1928-1930)[12]
- Remodelación del estadio El Molinón (1928)[12]
- Casas Baratas de El Coto (1929)[12]
- Escuela de Peritos (1934)[9]

#### No realizados
- Cuartel de la Guardia Civil de Ceares (1906)

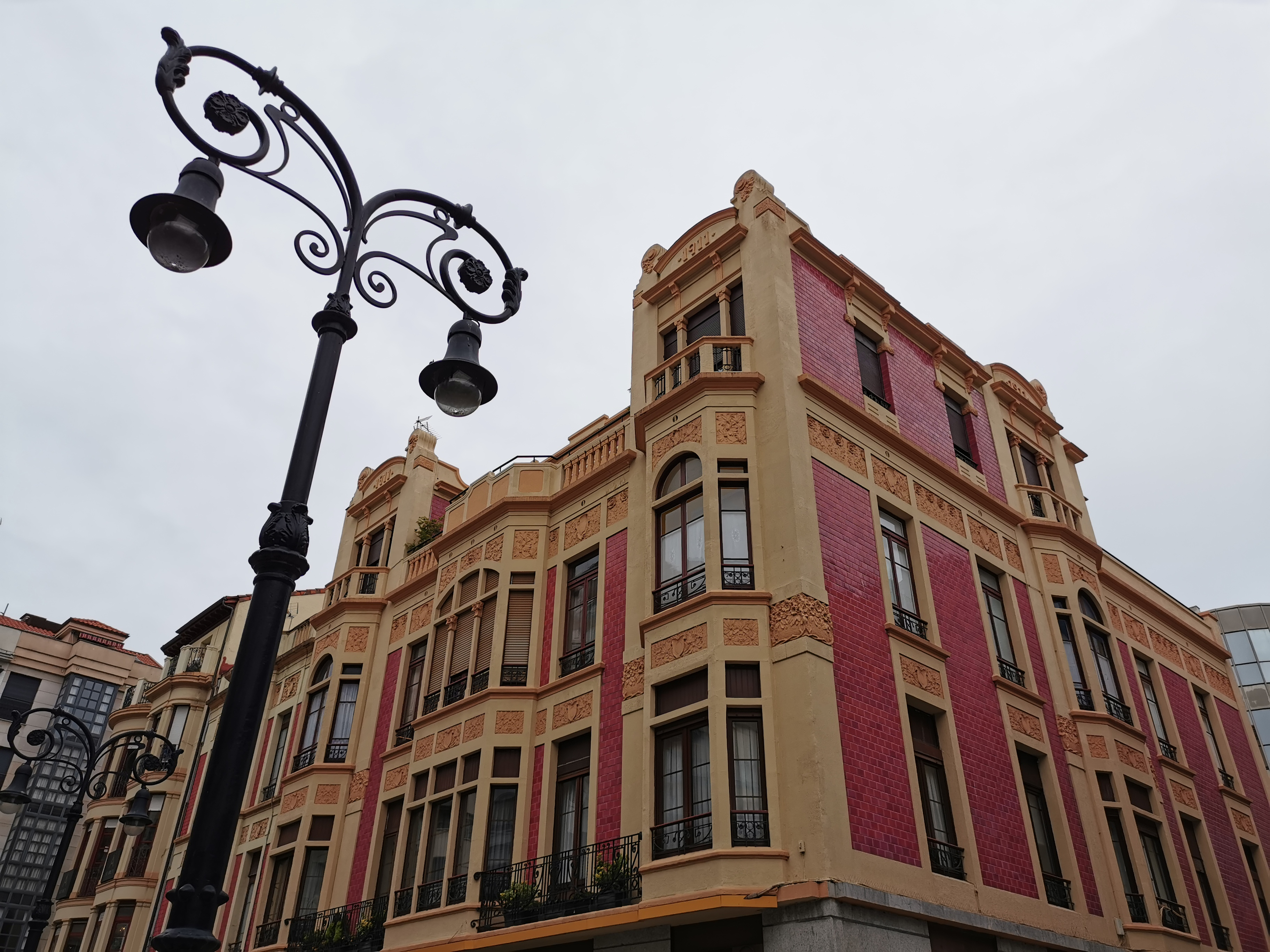
Farola de dos brazos art nouveau del paseo de Begoña.

- Palacio de Justicia (1916)
- Mercado de La Calzada (1919)
- Cuartel de la Guardia Civil de Somió (1929)

### Mobiliario urbano
- Balaustrada de El Muro, (1912)[13]

- Farolas del Paseo de Begoña, (1922) en la reforma del Paseo de 1993 se replican.
- Primeros bancos de El Muro (1923), actualmente en el parque de Isabel la Católica.[14]

### Urbanismo

#### Realizados

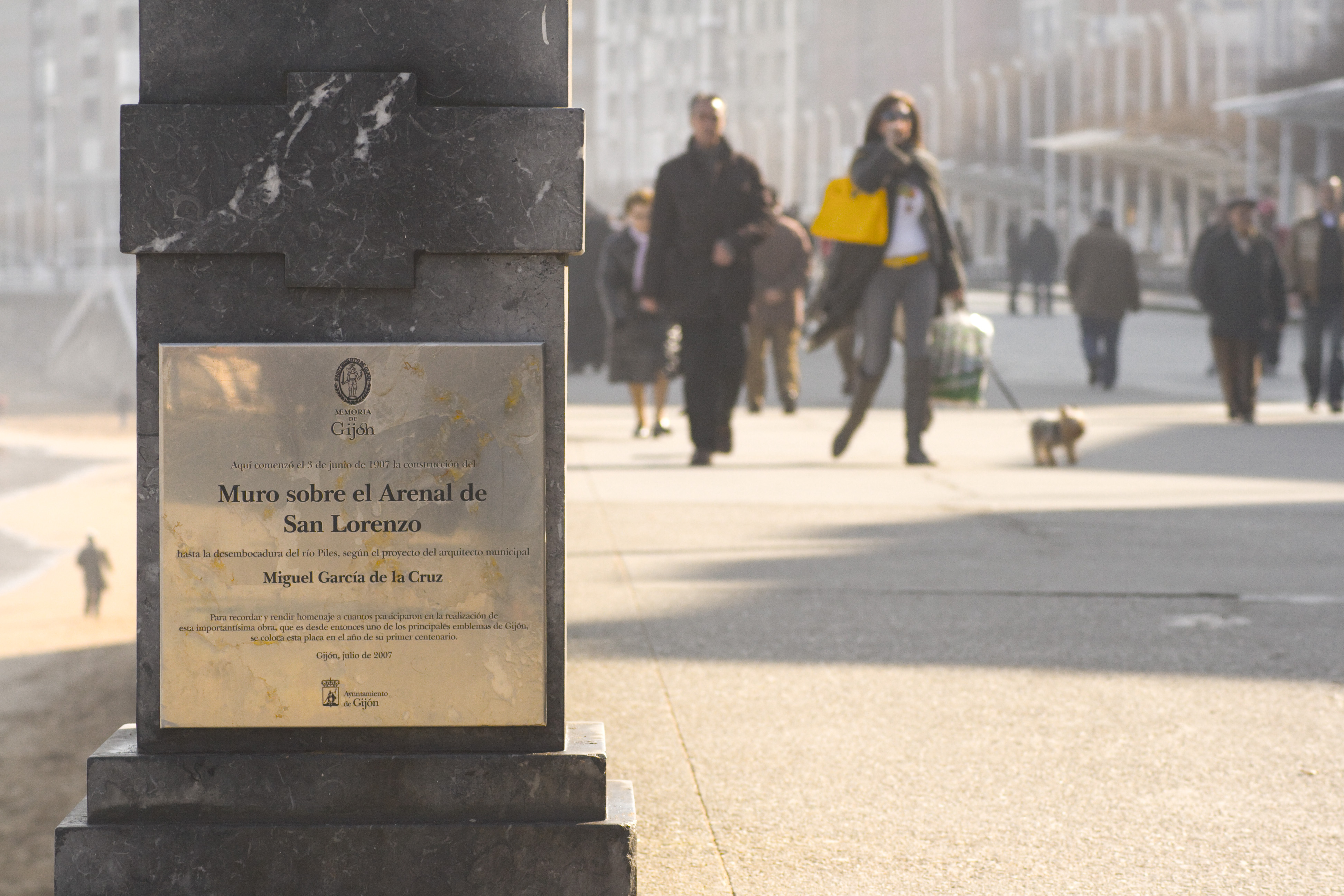
Conmemoración de los 100 años de la construcción del Paseo

- Conmemoración de los 100 años de la construcción del PaseoMuro sobre el arenal de San Lorenzo (1907-1915) Manuel del Busto fue director de obras.[15]

- Ampliación y reforma de la plaza del Carmen (1920-1928)[16]
- Ampliación de la calle de Menéndez Pelayo en La Arena (1928)
- Reforma de la plaza del Seis de Agosto (1929)

#### No realizados
- Proyecto de parque en El Coto de San Nicolás, solar luego ocupado por las Casas Baratas (1905)[17]

- Paseo de Circunvalación del Cerro (1916)
- Convertir a Los Campinos en edificio de Correos (1919)[18]
- Proyecto de La Escalerona, (1926) completado en 1933 por José Avelino Díaz Fernández-Omaña.[19]
- Vial desde la calle Marqués de San Esteban a la plaza del Carmen (1930)
- Prolongación de la calle Manuel Llaneza hasta la avenida de Portugal (1930)

### Edificios Privados
Con estudio en Gijón, toda su obra se concentra en esta ciudad.

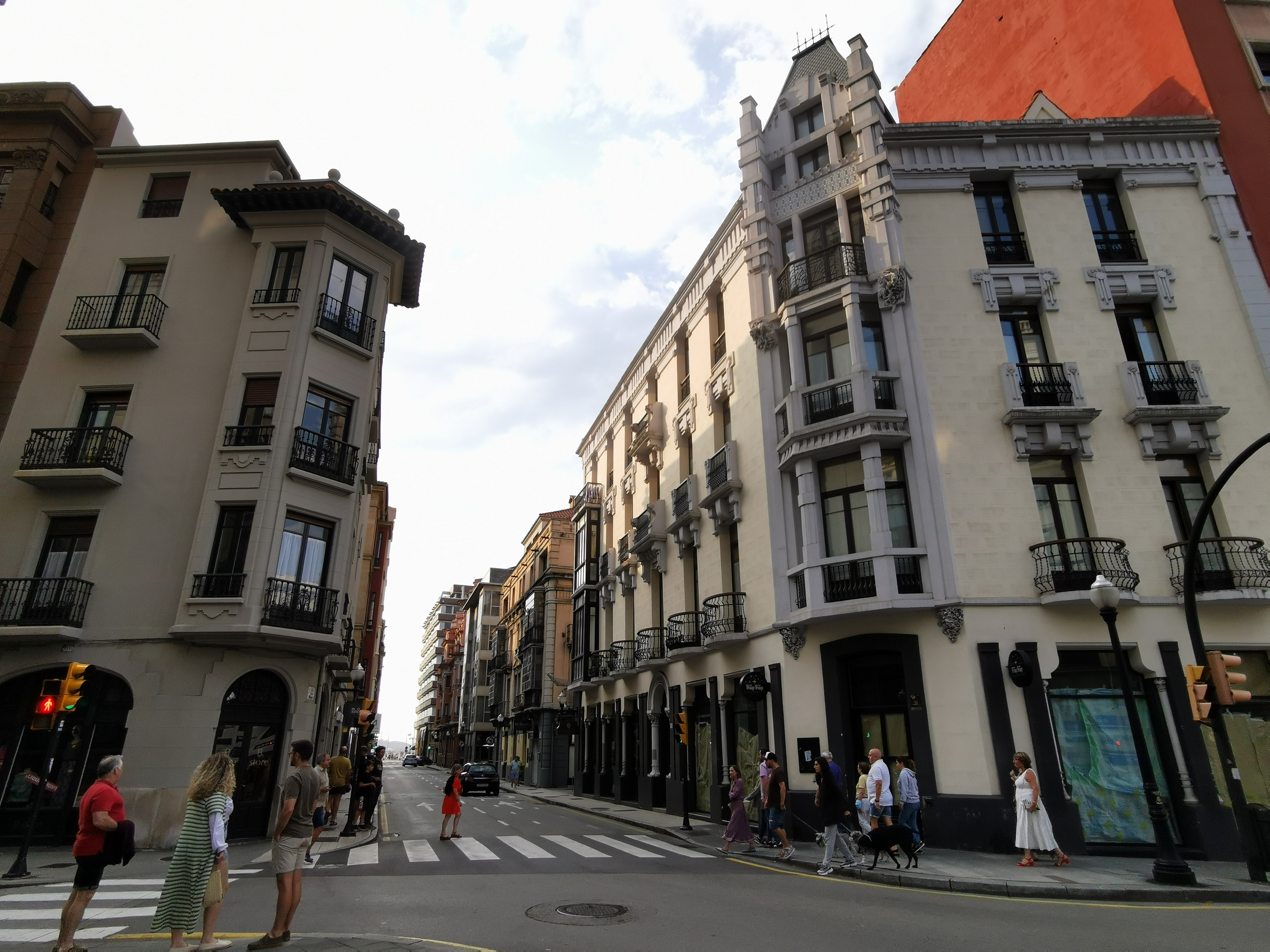
Calle Felipe Menéndez 1 y 2 (1928 y 1904) en la plaza del Carmen

- Calle Felipe Menéndez 1 y 2 (1928 y 1904) en la plaza del Carmen Chalet para la familia Felgueroso en El Coto (1902)
- Edificio de viviendas para José Martínez, calle Felipe Menéndez, 2 (1904)

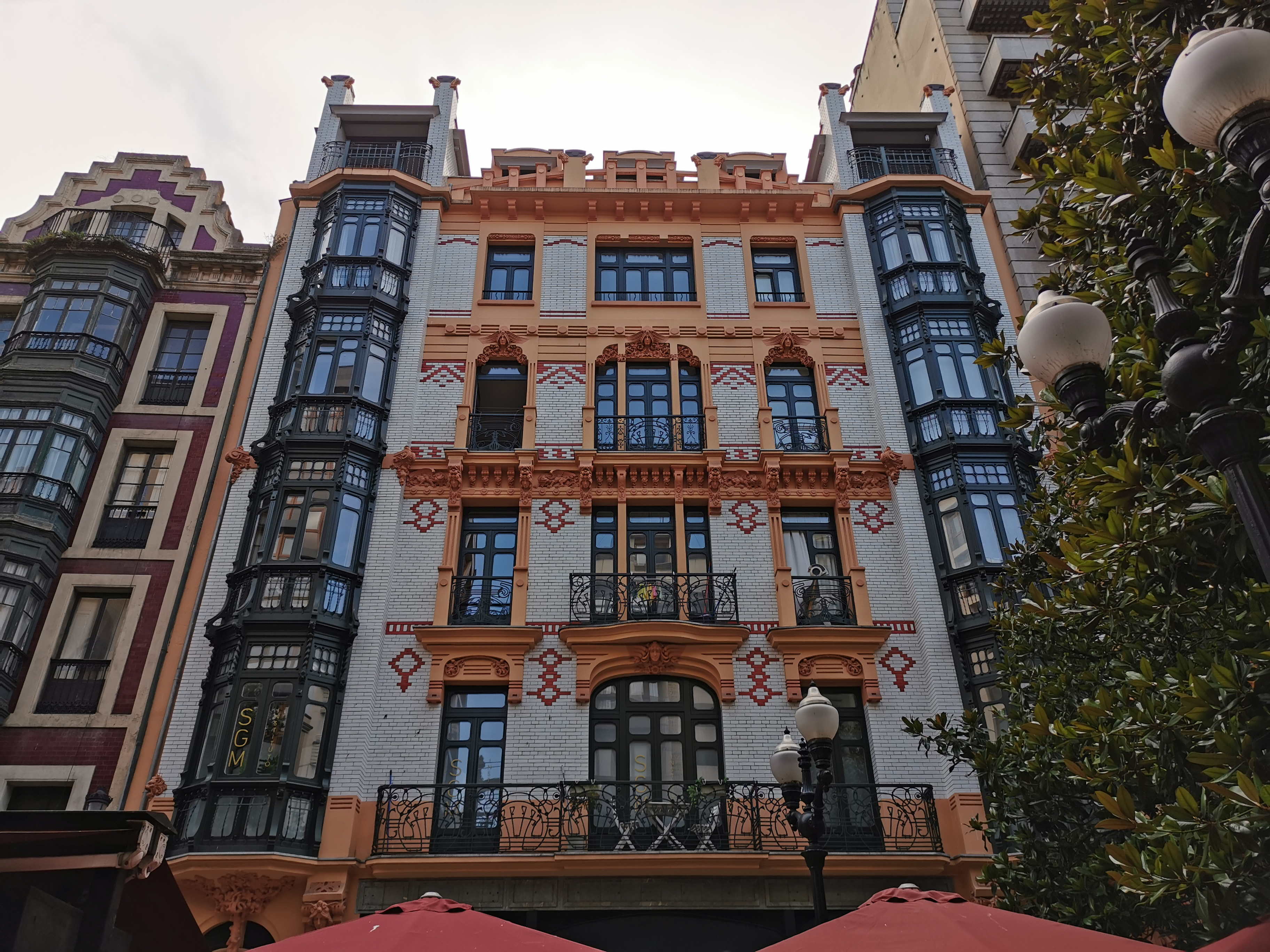
Edificio Tívoli, Corrida, 8 (1905)

- Edificio Tívoli, Corrida, 8 (1905)Edificio Tívoli, calle Corrida, 8 (1905)
- Centro de Instrucción para Obreros, calle Cabrales (1907)
- Edificio Sarri, calle Corrida (1911)
- Vivienda unifamiliar para Dolores Álvarez en calle Vicaría, 6 esquina a Remedios, 13 (1911)
- Edificio de viviendas y comercios  para Francisco Álvarez en calle Instituto, 20 (1911)
- Edificio para Primitivo Fernández, plaza del Monte de Piedad (1913)
- Residencia de los Jesuitas, detrás de La Iglesiona (1913)[8]
- Escuelas Parroquiales de San Pedro, calle Ave María, 6 (1916)
- Edificio de viviendas Juan Díaz Laviada, calle Santa Doradia, 2 con plaza de San Miguel (1916)
- Convento de las Madres Reparadoras, paseo de Begoña (1916)
- Pabellón de la Central Eléctrica de El Llano (1916)
- Edificio de viviendas para Manuel Tablado en calle Artillería, 14 (1917)
- Edificio de viviendas de la Compañía Popular del Gas, calle Corrida (1917)
- La Casa Paquet, construida para los navieros de la familia PaquetCasa Paquet, El Muelle (1918)

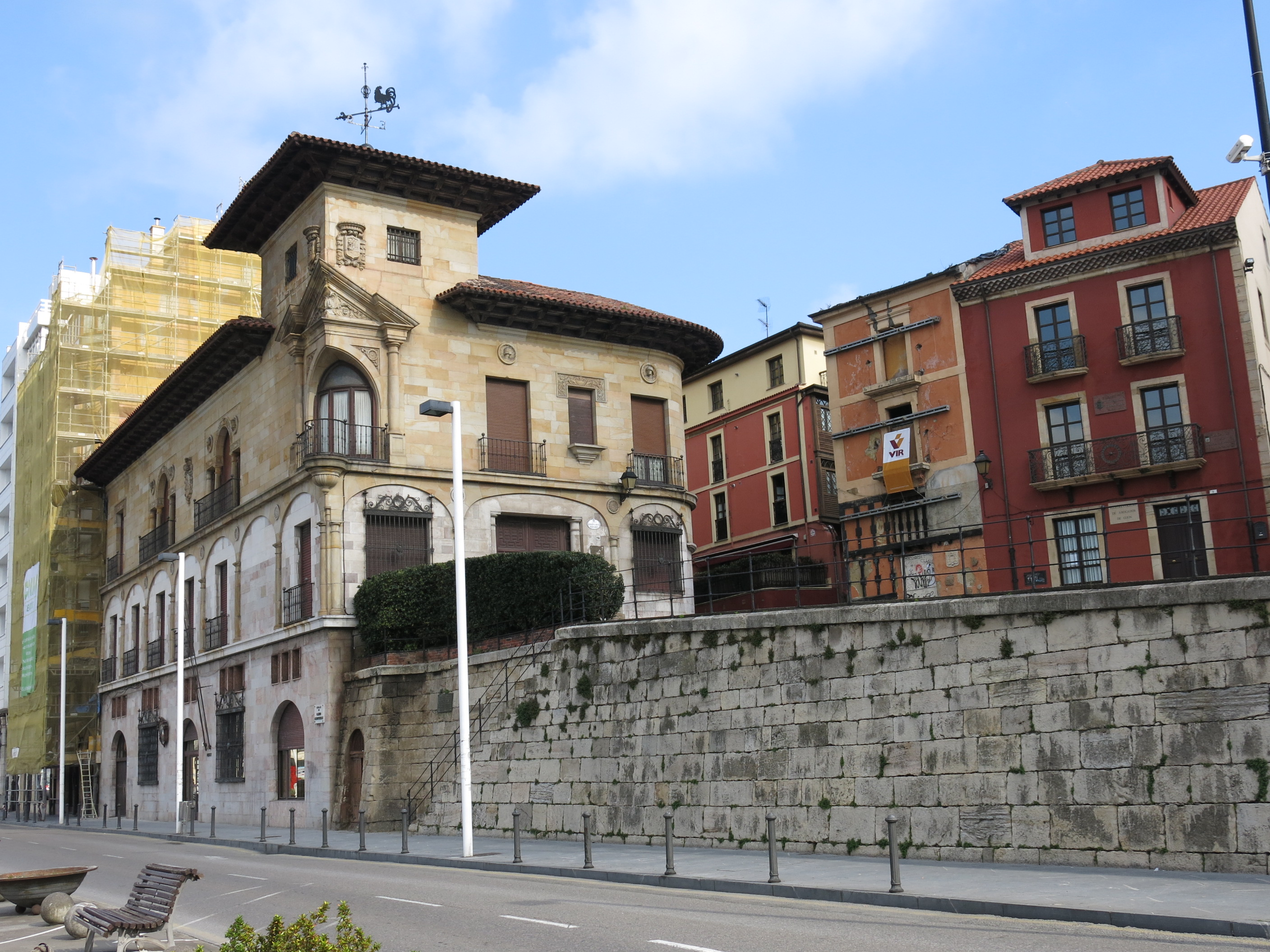
La Casa Paquet, construida para los navieros de la familia Paquet

- Edificio de Ángel Tuya, calle Trinidad, 27 (1920)
- Edificio para El Noroeste, calle Marqués de San Esteban, 9 (1923)
- Edificio de viviendas y comercios para Faustino García en la calle Menéndez Valdés, 26 (1923)
- Edificio de viviendas para Herminia López en la calle Rosario, 31 (1923)
- Garaje Asturias, calle Santa Doradia, 22 (1924)
- Edificio de viviendas de Faustino Cadavieco, calle Instituto con calle Anghera (1925)
- Edificio de Valentín Álvarez, calle Covadonga, 8 (1925)Calle Covadonga, 8 (1925)

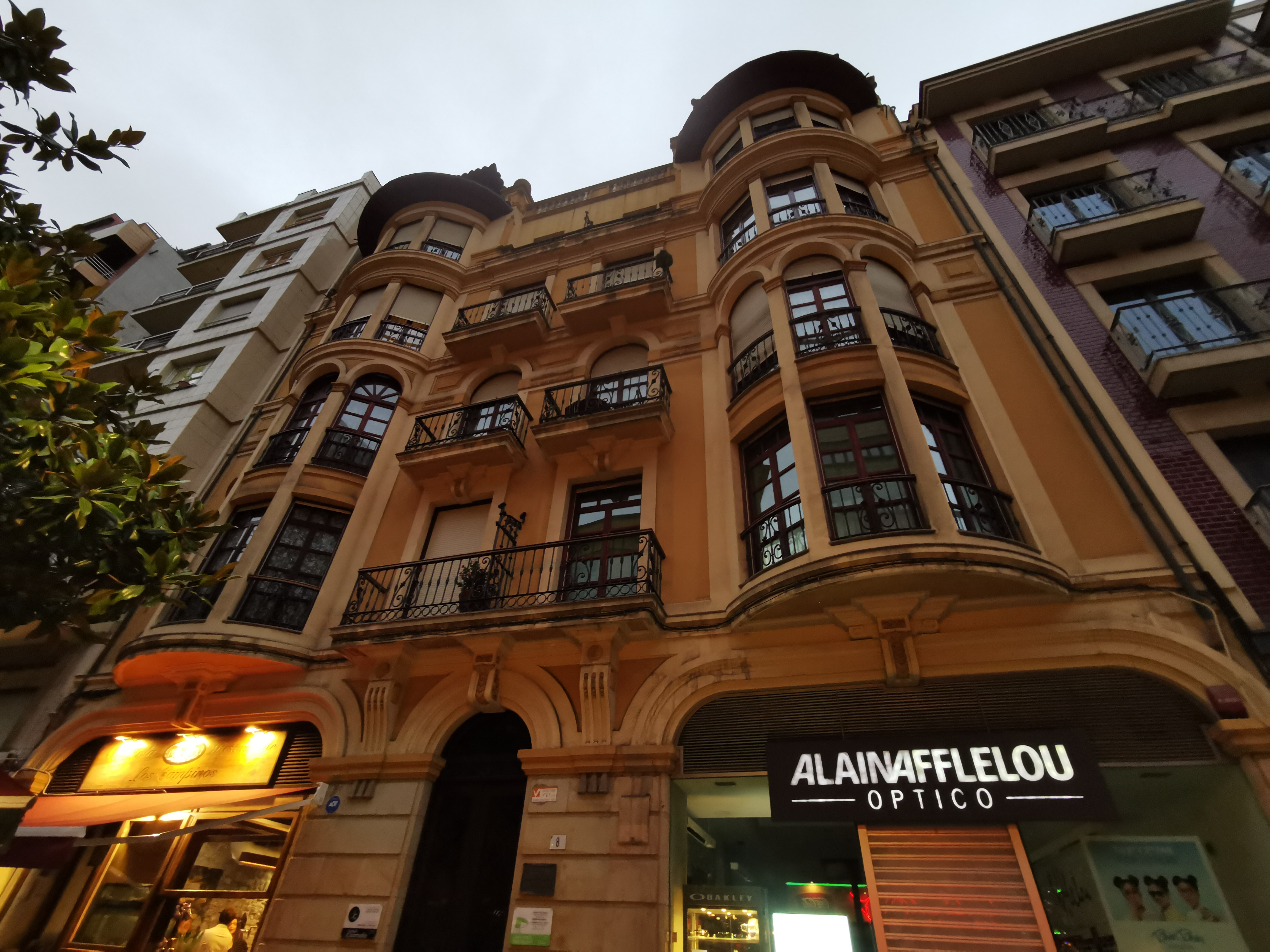
Calle Covadonga, 8 (1925)

- Edificio en paseo de Begoña con calle Menen Pérez, 3 (1925)
- Edificio para Herminio López, Calle Asturias, 10 con calle Donato Arguelles (1926)
- Edificio de viviendas de Gaspar Díaz, calle Felipe Menéndez, 1 (1928)
- Edificio de Higinio Bengoechea, calle Instituto 8 (1928)
- Chalet de Nieves Morís, Somió (1929)
- Edificio de viviendas para Aurora Simón en la calle Juan Alonso, 5 (1929)
- Ampliación del Colegio de San Vicente de Paúl (1930)
- Edificio de viviendas para Benigno Moran, calle San Bernardo, 38 (1931)
- Chalet de Emilia Rodríguez en la Ería del Piles (1931)
- Edificio de viviendas para Manuel Rodríguez, calle Caveda, 12 (1931)
- Edificio de viviendas y comercios para Manuel Villa con fachadas a las calles Salustio Regueral, 15 y calle Horno (1932)
- Iglesia de San Antonio de Padua (1934)[12]
- Reconstrucción de la torre de la iglesia de San Pedro (1935)[12]

## Estilo

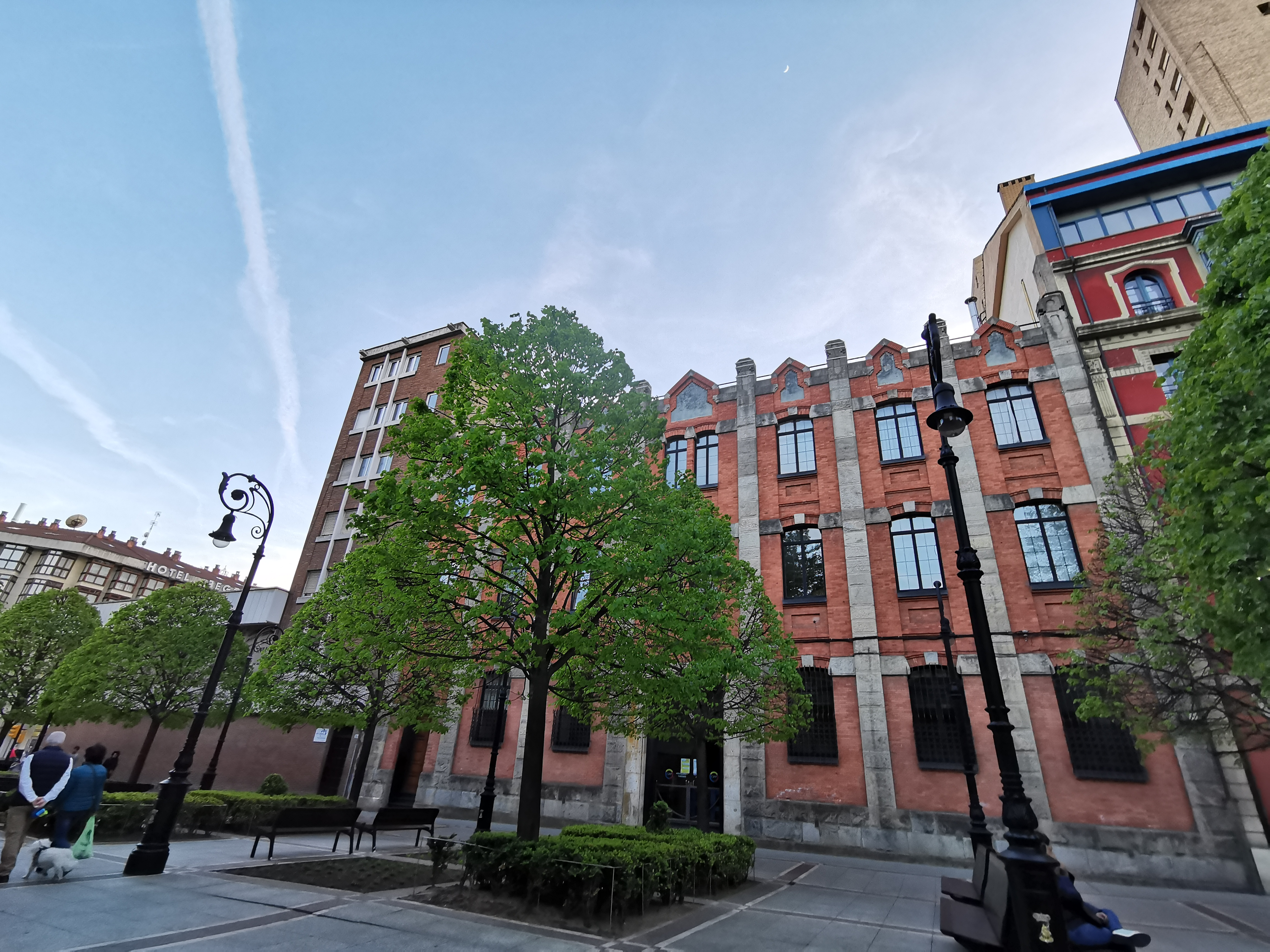
Escuela de Hostelería en el paseo de Begoña. La primera planta se construyó en 1903, sirvió como Pabellón del Casino de Asturias y era un ostentoso edificio Art Nouveau. En 1912 se añaden dos plantas y se elimina la decoración, pasando a ser un convento para las Madres Reparadoras. Ambos proyectos de De la Cruz, colaborando con Del Busto en el pabellón.

En sus primeras obras (1902-1915) recibiría inspiración de estilos modernistas y art nouveau adquiridos en Cataluña, París y Bruselas. A partir de 1916, De la Cruz se inspira en los estilos montañeses y regionalistas asturianos, que se basa en las casas y palacios solariegos. Finalmente, a partir de 1925 comienza a aventurarse en el art decó y en el racionalismo, como atestigua la gran obra de la Escuela de Peritos (1934).